# Futsal-liiga 2000-2001
La Futsal-liiga 2000-2001 è stata la quarta edizione del campionato finlandese di calcio a 5, svoltasi nel 2000-2001 si è strutturato in tre gironi da sei squadre ciascuno, a divisione geografica, con fase finale a Tampere tra le prime due di ogni girone.

## Fase finale

### Girone 1
| Pos | Squadra     | Pti | G | V | N | P | GF | GS |
| --- | ----------- | --- | - | - | - | - | -- | -- |
| 1   | FC Gepardi  | 3   | 2 | 1 | 0 | 1 | 9  | 5  |
| 2   | Kemi-Tornio | 3   | 1 | 0 | 1 | 3 | 6  | 6  |
| 3   | SäyRi       | 3   | 2 | 1 | 0 | 1 | 4  | 8  |

### Girone 2
| Pos | Squadra           | Pti | G | V | N | P | GF | GS |
| --- | ----------------- | --- | - | - | - | - | -- | -- |
| 1   | Duck Park Rangers | 6   | 2 | 2 | 0 | 0 | 10 | 1  |
| 2   | LaVe              | 3   | 2 | 1 | 0 | 1 | 5  | 5  |
| 3   | FC Honka          | 0   | 2 | 0 | 0 | 2 | 4  | 13 |

### Semifinali
| Tampere 20 gennaio 2000 | FC Gepardi | 3 – 2 | LaVe |  |

| Tampere 20 gennaio 2000 | Duck Park Rangers | 4 – 8 | Kemi-Tornio |  |

### Finale 3º posto
| Tampere 20 gennaio 2000 | LaVe | 0 – 8 | Duck Park Rangers |  |

### Finale
| Tampere 20 gennaio 2000 | Kemi-Tornio | 5 – 4 | FC Gepardi |  |